# Leucopis gallicola
Leucopis gallicola är en tvåvingeart som beskrevs av Tanasijtshuk 1972. Leucopis gallicola ingår i släktet Leucopis och familjen markflugor. Inga underarter finns listade i Catalogue of Life.